# Parlamento de Granada
O Parlamento de Granada tem duas câmaras. 
- A Câmara de representantes tem 15 membros, eleitos para um período de cinco anos em um único assento eleitorado.
- O Senado tem 13 membros indicados.